# Claire Rafferty
Claire Lauren Rafferty (Londres, 11 de janeiro de 1989) é uma futebolista britânica que atua como defensora.

## Carreira
Claire Rafferty integrou o elenco da Seleção Britânica de Futebol Feminino, nas Olimpíadas de 2012. 